# 木苺 (絵画)
『木苺』（きいちご、英: Raspberries）は、日本の洋画家黒田清輝が1912年（明治45年 / 大正元年）に描いた絵画。庭でかごに入ったキイチゴの実を持って佇んでいる少女が描かれている。美術研究者の三輪英夫は、黒田の後期を代表する作品の1つであるとしている。1912年（大正元年）10月、文部省美術展覧会（文展）の第6回展に『赤き衣を着たる女』（1912年、鹿児島県歴史・美術センター黎明館所蔵）とともに出展された。カンヴァスに油彩。縦45.0センチメートル、横33.0センチメートル。兵庫県立美術館に所蔵されている。

## 由来

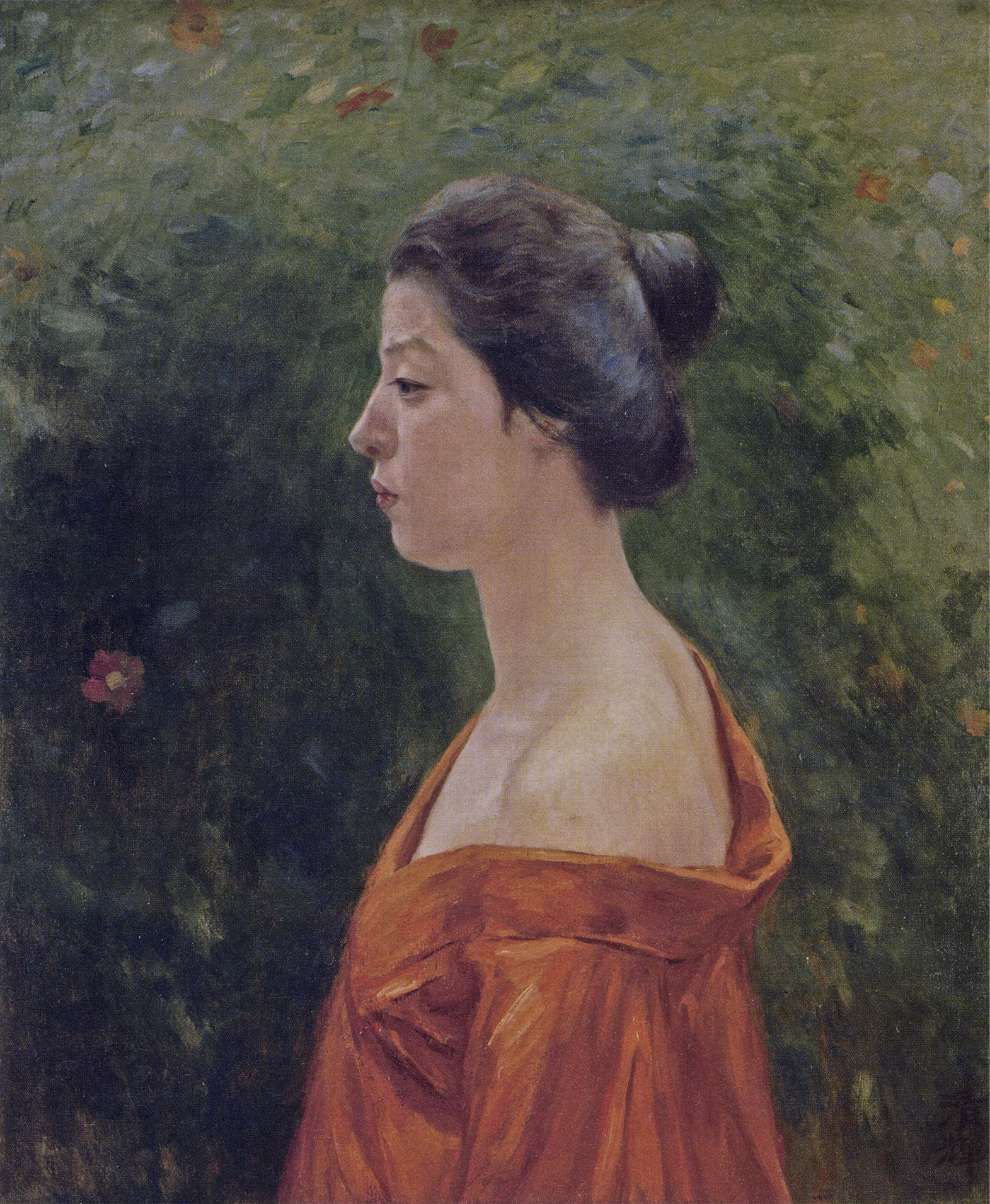
黒田清輝『赤き衣を着たる女』、1912年、鹿児島県歴史・美術センター黎明館所蔵

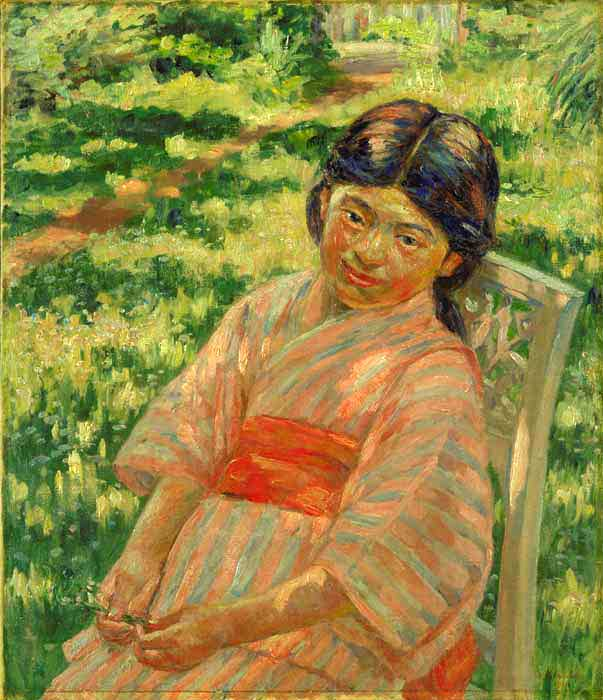
黒田清輝『もるる日影』、1914年、東京国立博物館所蔵

本画の製作は、1912年（明治45年）の6月に開始された。黒田の日記によると、6月1日の午後から、庭先において君子という少女をモデルとして日の光が当たっている像『木苺』を描き始めたが、来客があったので中断し、翌2日の午後に続きを描いた。同月3日から5日にかけては、年若い女性が向かって左横を向いて左肩をあらわにしながら佇んでいる様子を描いた『赤き衣を着たる女』の製作に取り組んでいる。
同月24日の午後に『木苺』に加筆を施した。同月27日の午後には若干の修正作業を行ったが、「まだ充分ではない」としている。同年10月3日の午前中に本画の続きを少し描いている。本画は、この年の秋に完成された。この頃に描かれた『木苺』の素描画も残されている。
本画は、同月12日から上野公園の竹の台陳列館で開催された文展の第6回展に『赤き衣を着たる女』とともに出展された。和田英作編『黒田清輝作品全集』（審美書院）が刊行された1925年（大正14年）時点における本画の所蔵者は、岡田伊三次となっている。黒田に師事した岡田三郎助のアトリエには、本画がフィンセント・ファン・ゴッホの『ひまわり』の複製画とともに飾られていたと伝わっている。

## モデル

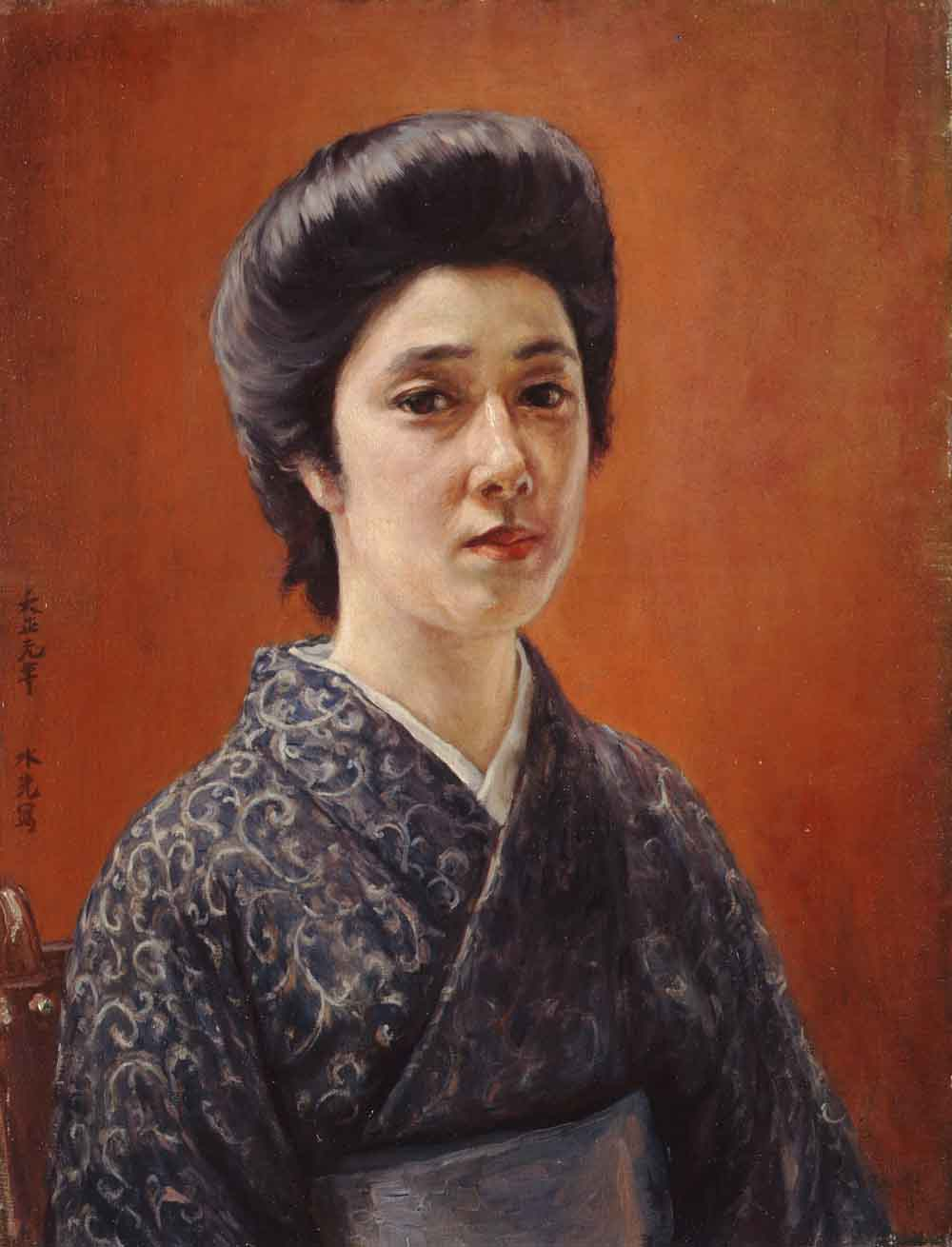
黒田清輝『婦人肖像』、1911年 - 1912年、東京国立博物館所蔵。モデルは黒田照子。

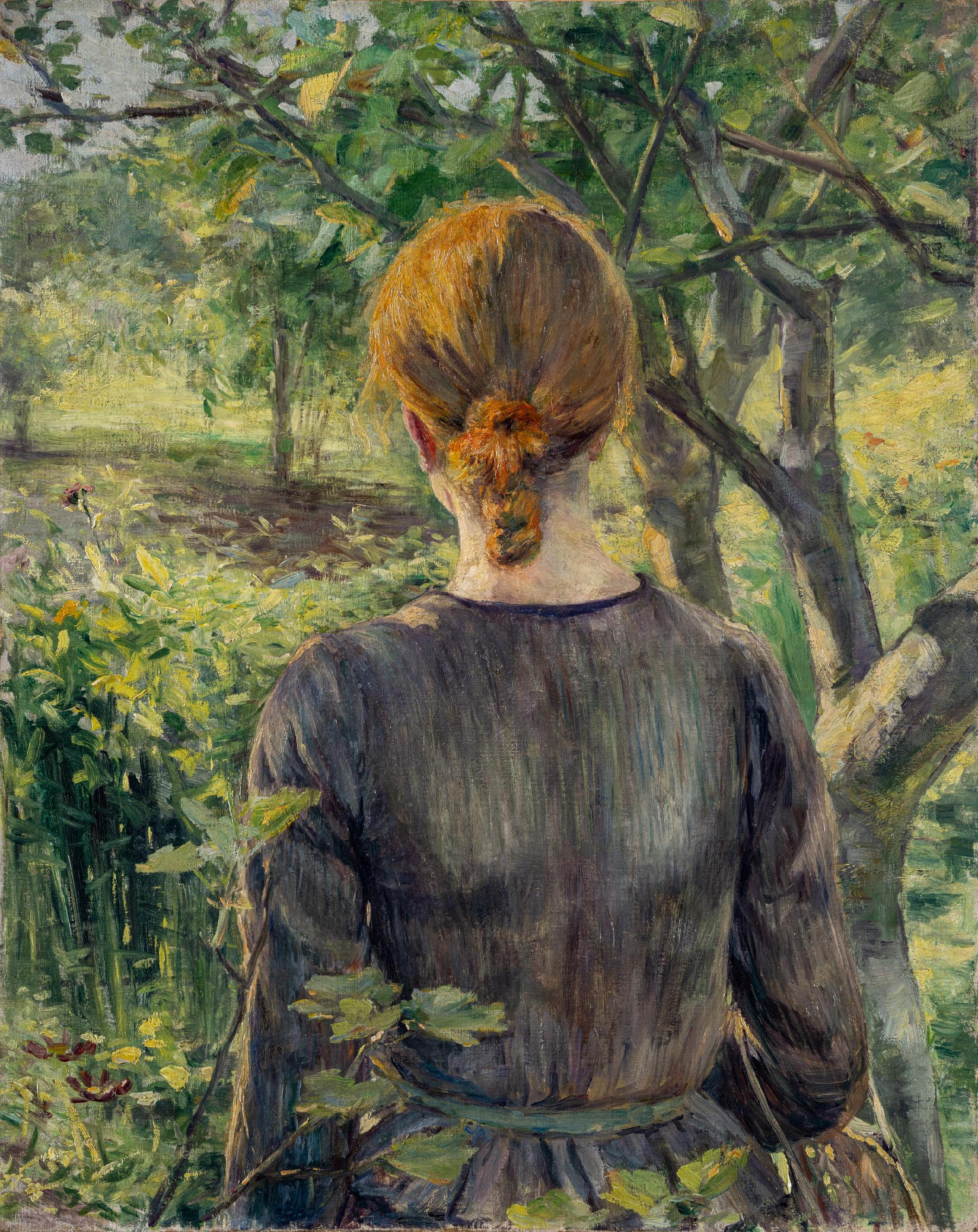
黒田清輝『赤髪の少女』、1892年、東京国立博物館所蔵

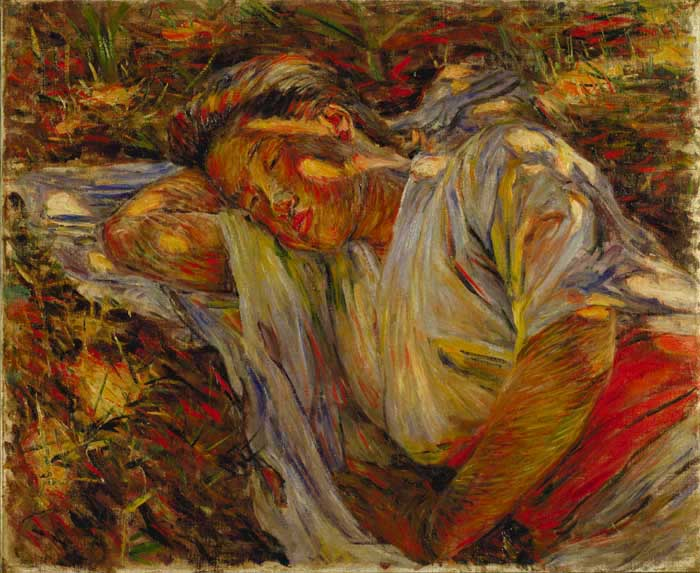
黒田清輝『昼寝』、1894年、東京国立博物館所蔵

黒田は、のちに黒田照子と改名する金子たね（1873年生、1980年没）と長い期間にわたって内縁の関係にあった。君子は、たねの妹きよの娘に当たる。2歳のときに母親を亡くすと、黒田家に引き取られ、東京の平河町の黒田邸の敷地内にあった別棟で暮らした。君子は、本画が製作された年の4月に永田町小学校（現、千代田区立麹町小学校）に入学している。
君子をモデルにして製作された黒田作品には本画のほかに、『もるる日影』（1914年、東京国立博物館所蔵）や『少女』（1914年、東京国立博物館所蔵）がある。美術史研究者の山梨絵美子は、これらの絵画作品からは、君子が育っていくのをいとおしむ眼差しが感じられるとの旨を述べている。

## 作品
1人の少女が庭の片隅に佇んでいる様子が描かれている。季節は夏の初め頃であり、彼女は白色をした夏用の帽子を頭に載せている。うす紅色の衣服を身につけており、その上には水玉模様が施されたエプロンを装着している。
少女は、黄色いキイチゴの実が入れられたかごを胸の前で両手で持っている。彼女の背後には、新緑が芽吹く木立ちが茂っているほか、草むらの中に赤色をしたケシの花が咲いている。庭の木立ちや花々のほかにキイチゴの実や少女は、明るい太陽の光を浴びている。
草木類を背景とした少女像が描かれた黒田作品には、本画や『もるる日影』のほかに、フランス滞在時代に描かれた『赤髪の少女』（1892年、東京国立博物館所蔵）や帰国後に描かれた『昼寝』（1894年、東京国立博物館所蔵）がある。これらの作品について東俊郎は、いずれも佳作であるとした上で、太陽の光が印象派風に描かれていることもあって明るくみずみずしい印象があり、またささやかなものに対して黒田がもつ親愛の情が感じられるとの旨を述べている。

### 素描画
素描画『木苺』は、本製作のための素描。製作年は1912年ごろ。紙に鉛筆。縦16.7センチメートル、横10.5センチメートル。1979年（昭和54年）3月31日に鹿児島市によって収集された。鹿児島市立美術館が所管している。

## 評価
文展発表当時は、おおむね肯定的な評価がなされた。詩人で美術研究家の木下杢太郎は『美術新報』に掲載された評論「後ろの世界」の中で、次のように評価している。
予の今も尚黑田氏の繪に喜ぶものは色彩そのもの、筆觸そのものに賦與するの機巧である。子細に『木苺』の繪を見るものは直ちに予の所説を肯ふであらう—木下杢太郎、「後ろの世界」、『美術新報』、1912年11月
また同誌に掲載された「第6回美術展覧会同人合評」の中に次のような評価がある。
『公園の一隅』と同じ様な氣持ちを受ける。色調にも雅趣あり、筆觸も輕快で、心地よき作。小さき畫面から激しい外光を發してゐる。黑田氏の近作として相變らず程の宜い物である。無邪氣なる小兒、背景の光凡て申し分がない。とにかく常に感興を以て書かれて有るのは愉快である—「第6回美術展覧会同人合評」、『美術新報』、1912年11月
詩人で彫刻家の高村光太郎や洋画家で美術評論家の石井柏亭は、やや辛らつな評価を行っている。三輪は、小規模な作品でありながら、黒田の画家としての資質が表れており、彼の後期を代表する作品の1つであるとした上で、本画は純粋なスケッチであり、赤色や緑色などのみずみずしい色彩には、才能をひけらかすようなところがなく、活き活きとした風趣が画面全体に満ちあふれているとの旨の評価を述べている。
美術史家の隈元謙次郎は、赤色や紅色、だいだい色、黄色や緑色、青色などの優美な色調および黒田ならではの飾らない筆のタッチによって秀逸な作品に仕上がっているとした上で、作風が変化に乏しく一本調子になることが多かった当時の文展に、際立って優れた作品を投じたとの評価を行っている。